# 568 Cheruskia
Az 568 Cheruskia egy a Naprendszer kisbolygói közül, amit Paul Götz fedezett fel 1905. július 26-án.